# Коли, Уильям
Уильям Брэдли Коли (англ. William Bradley Coley; 12 января 1862 — 16 апреля 1936) — американский хирург и исследователь рака, наиболее известный своим ранним вкладом в иммунологию, создатель противораковой вакцины. «Отец иммунотерапии».

## Биография
Родился в Коннектикуте. Окончил Йельский университет. Начал работать хирургом-интерном в Нью-Йоркском Госпитале (New York Hospital).
Наследие Коли было во многом оценено только следующими поколениями врачей и учёных. Интерес к нему возродился в XXI веке. Скончался в больнице в Нью-Йорке.
Премия Вильяма Коли названа в его честь.

## Семья
Уильяма Коли пережили жена и двое детей, которые многое сделали для того, чтобы его учение не было забыто.